# Lost : Les Disparus, le jeu vidéo
Lost : Les Disparus, le jeu vidéo (Lost: Via Domus ; Lost: The Video Game, en Europe) est un jeu vidéo d'action-aventure tiré de la série d'ABC, Lost : Les Disparus développé par Ubisoft Montréal et édité par Ubisoft, sorti en 2008 sur Windows, PlayStation 3 et Xbox 360.

## Accueil
- Adventure Gamers : 3/5[1]
- Jeuxvideo.com : 9/20[2]